# 마이어로위츠 이야기 (제대로 고른 신작)
《마이어로위츠 이야기 (제대로 고른 신작)》(영어: The Meyerowitz Stories (New and Selected))는 노아 바움백이 연출과 각본을 한 2017년에 개봉한 미국의 코미디 드라마 영화이다. 애덤 샌들러, 벤 스틸러, 더스틴 호프먼, 엠마 톰슨 등이 출연했다. 아버지의 그림자 속에서 살고자 하는 제기능을 하지 못하는 성인 형제 자매들의 이야기를 다루고 있다.
2017년 칸 영화제에서 황금종려상 경쟁작으로 선정되기도 했고 개종려상을 수상했다. 비평가들에게서 긍정적인 평가를 받았으며, 바움벡의 각본과 특히 샌들러를 언급하며 연기에 관해서 칭찬을 하였다. 제한된 극장 상영을 했고 2017년 10월 13일 넷플릭스를 통해 공개되었다.

## 줄거리
마이어로위츠 가족의 맏아들 대니는 최근 아내와 이혼한 후 뉴욕 맨해튼에 있는 아버지의 집에 들어가 지내게 된다. 아버지 해럴드는 과거 바드 대학교 교수이자 그럭저럭 성공한 조각가인데, 결혼과 이혼을 반복하며 대니와 둘째 진, 막내 매슈를 낳았고 현재는 세 번째 아내인 모린과 같이 살고 있다. 바드대 영화과에 입학한 대니의 딸 일라이자는 기괴한 섹스를 다룬 실험영화를 만들며 가족들을 당황케 한다. 해럴드는 대니를 데리고 오랜 친구 엘제이의 작품 전시회에 가는데, 자기와 다르게 크게 성공한 친구의 모습에 주눅이 든다. 대니는 그곳에서 옛날 짝사랑했던 엘제이의 딸 로레타를 만나지만 이미 남자친구가 있다는 것을 알고 실망해서 돌아온다. 대니는 아버지의 집을 떠나 로체스터에 있는 진의 집으로 간다.
가족의 막내 매슈는 가족과 떨어져 로스앤젤레스에서 지내며, 제법 성공한 비즈니스 매니저로 일하고 있다. 사업차 뉴욕에 온 매슈는 오랜만에 아버지 해럴드와 만나 점심을 먹게 된다. 매슈는 해럴드에게 집과 작품들을 정리하고 세금 문제를 해결할 것을 조언하지만, 해럴드는 탐탁찮게 받아들인다. 해럴드가 옆자리 손님에게 코트를 도둑맞았다고 하면서 민망한 해프닝을 겪고 매슈는 아버지에 대한 여전한 짜증스러움을 느낀다. 그날 밤 두 사람은 해럴드의 두 번째 부인이자 매슈의 어머니인 줄리아의 집을 방문한다. 줄리아는 다른 남자와 결혼해 살고 있었으며, 전 남편과 아들에게 좋은 어머니가 되지 못한 것을 사과한다. 어머니의 집을 나온 매슈는 아버지가 늘 예술가가 되지 못한 자신을 업신여겼던 것이 못마땅했음을 토로하며, 증오를 퍼붓는 아버지를 뒤로 하고 떠나 버린다.
해럴드는 자신의 회고전을 며칠 앞두고 뇌출혈로 쓰러진다. 혼수 상태에 빠진 환자를 버려두고 담당의는 휴가를 가버리고 남매들이 아버지의 곁을 지킨다. 한번은 해럴드의 옛 친구 폴이 찾아오자 진이 황급히 숨어 버리는데, 실은 진이 어렸을 때 폴이 그녀를 보고 자위한 적이 있으며 아버지는 이를 조용히 넘겼다는 것이었다. 이에 분노한 대니와 매슈는 몰래 폴의 차를 박살내고 도망친다. 하지만 진은 쓸데없는 짓을 했다며 반기지 않는다. 바드 대학에서 회고전이 열리는 날, 대니와 매슈는 자신들에게 관심이 없었던 아버지 얘기를 하다가 서로 치고박고 싸우게 된다. 피투성이가 된 둘은 진정을 위해 각성제를 나눠 먹고, 이후 매슈는 자신의 이름이 제목으로 붙은 이버지의 조각품을 두고 연설을 한다. 그런데 매슈가 감정을 주체하지 못하고 울먹이자, 대니가 연설을 이어받는다.
해럴드는 퇴원 후 맨해튼 집을 팔고 시골에 있는 모린의 집에 와서 요양한다. 매슈는 이전과 달리 아버지를 보러 자주 찾아온다. 매슈는 이미 팔린 아버지의 작품 '매슈'를 되샀는데, 그게 실은 자신이 아니라 대니 형을 보고 만든 작품임을 알게 된다. 대니는 수술로 관절병을 고치고, 아버지의 과거를 용서한 뒤, 매슈의 제안으로 로스앤젤레스로 여행을 떠난다. 공항으로 가던 길에 그는 로레타를 우연히 마주친다. 로레타는 남자친구와 헤어진 상태였고 대니는 여행에서 돌아오면 딸 일라이자의 영화를 보러 같이 가자고 제안한다. 한편 일라이자는 휘트니 미술관 지하에서 해럴드의 잃어버린 옛 작품을 발견한다.

## 배역
- 애덤 샌들러 - 대니 마이어로위츠, 해럴드 마이어로위츠 아들
- 벤 스틸러 - 매슈 마이어로위츠, 해럴드 마이어로위츠 아들
- 더스틴 호프먼 - 해럴드 마이어로위츠, 조각가이자 대니, 매수, 진의 아버지
- 엘리자베스 마블 - 진 마이어로위츠, 해럴드 마이어로위츠 딸
- 엠마 톰슨 - 모린, 해럴드의 현재 부인
- 그레이스 밴패튼 - 일라이자 마이어로위츠, 대니의 딸
- 캔디스 버건 - 줄리아, 해럴드의 세 번째 부인이자 매슈의 어머니
- 리베카 밀러 - 로레타 셔피로, 엘제이의 딸
- 저드 허시 - 엘제이 셔피로, 해럴드 동년배의 예술가이자 친구
- 애덤 드라이버 - 랜디
- 시고니 위버 - 본인[5]
- 마이클 처너스 - 남자 간호사
- 게일 랭킨 - 팸[6]
- 대니 플래허티 (Danny Flaherty) - 마커스, 엘라이자의 남자 친구
- 애덤 데이비드 톰슨 (Adam David Thompson) - 브라이언
- 로널드 알렉산더 피트 (Ronald Alexander Peet) - 제임스
- 사키나 재프리 - 닥터 소니
- 앙드레 그레고리

## 제작
2016년 3월 7일 촬영이 시작되었다. 워킹타이틀은 '예딘카키사(Yeh Din Ka Kissa)'였는데, 이는 힌디어로 '오늘날의 이야기(The Tale of This Day)'를 뜻한다.
영화 속 병원 장면은 슬리피홀로에 있는 펠프스기념병원Phelps Memorial Hospital Center)와 맨해튼에 있는 레녹스힐 병원(Lenox Hill Hospital)에서 촬영되었다. 작중 바드 대학교 배경의 장면은 실제로는 브롱크스빌의 세라 로런스 칼리지에서 촬영되었다. 같은 해 5월 9일 촬영이 종료되었다.